# Ламберт, Мэри
Мэ́ри Ла́мберт (англ. Mary Lambert; род. 13 октября 1951, Хелена, Арканзас) — американский кинорежиссёр и клипмейкер, сферой деятельности которой является производство музыкальных клипов и документальных фильмов, а также художественных фильмов преимущественно в жанре хоррор.

## Биография
Мэри Ламберт родилась 13 октября 1951 года в городке Хелина, штат Арканзас, США в семье Джордана Беннетта Ламберта-третьего (англ. Jordan Bennett Lambert III), фермера, владельца рисовых и хлопковых полей, и Марты Келли (англ. Martha Kelly). Её младшая сестра, Бланш Линкольн, являлась сенатором от штата Арканзас. Мэри окончила Rhode Island School of Design со степенью бакалавра изящных искусств.
Карьера Мэри Ламберт началась в 1977 году, когда она выступила режиссёром короткометражного фильма «Фаза быстрого сна» (англ. Rapid Eye Movements). После этого выступала режиссёром видеоклипов многих известных исполнителей, снимала короткометражные и телевизионные фильмы. Первый полнометражный фильм срежиссировала в 1987 году.
Муж — Джером Гэри (англ. Jerome Gary).

## Награды и номинации
С 1988 по 2011 года Мэри Ламберт номинировалась на 6 различных наград разных кинофестивалей, и выиграла 2 из них.

## Избранная фильмография

### Полнометражные фильмы
- 1987 — Сиеста[англ.] / Siesta
- 1989 — Кладбище домашних животных / Pet Sematary
- 1991 — Остров Гранд-Айл[англ.] / Grand Isle
- 1992 — Кладбище домашних животных 2 / Pet Sematary Two
- 1994 — Девушка угонщика[англ.] / Dragstrip Girl
- 1996 — Лицо зла[англ.] / Face of Evil
- 1999 — Клубная жизнь[англ.] / Clubland
- 2000 — Своя тусовка / The In Crowd
- 2001 — Хэллоуинтаун 2: Месть Калабара / Halloweentown II: Kalabar’s Revenge
- 2005 — Городские легенды 3: Кровавая Мэри / Urban Legends: Bloody Mary
- 2007 — 14 женщин[англ.] / 14 Women
- 2007 — Чердак[англ.] / The Attic
- 2011 — Возвращение титанов / Mega Python vs. Gatoroid
- 2021 — Замок к Рождеству[англ.] / A Castle for Christmas

### Телевидение
- 1989 — Байки из склепа / Tales from the Crypt (эпизод «Collection Completed»)
- 1992 — Дневники Красной Туфельки / Red Shoe Diaries (эпизод «Accidents Happen»)
- 2001 — Рокеры / Strange Frequency (эпизоды «Disco Inferno» и «More Than a Feeling»)
- 2016 — Чёрный список / The Blacklist (эпизод «The Director»)
- 2017 — Стрела / Arrow (эпизод «The Sin-Eater»)
- 2019 — Шаг вперед: Прилив[англ.] / Step Up (эпизод «Splits»)
- 2021 — Голдберги / The Goldbergs (эпизод «Daddy Daughter Day 2»)

### Видеоклипы
- 1984 — Borderline (Мадонна)
- 1984 — Like a Virgin / (Мадонна)
- 1985 — Material Girl (Мадонна)
- 1986 — Nasty (Джанет Джексон)
- 1986 — Control (Джанет Джексон)
- 1987 — La Isla Bonita (Мадонна)
- 1989 — Like a Prayer (Мадонна)

Также принимала участие в создании музыкальных клипов на песни Криса Айзека, Энни Леннокс, Мика Джаггера, Уитни Хьюстон, Элисон Краусс, Стинга, Дебби Харри, групп The Go-Go’s, Live, Mötley Crüe, Queensrÿche, Tom Tom Club и др.

### Видеоигры
- 1993 — Double Switch / Double Switch